# French Open-mesterskabet i mixed double 2025
French Open-mesterskabet i mixed double 2025 var den 112. turnering om French Open-mesterskabet i mixed double. Turneringen var en del af French Open 2025 og blev spillet i Stade Roland Garros i Paris, Frankrig i perioden 29. maj - 5. juni 2025 med deltagelse af 32 par.
Mesterskabet blev vundet af Sara Errani og Andrea Vavassori, som i finalen besejrede Taylor Townsend og Evan King med 6-4, 6-2. Errani og Vavassori spillede sig igennem turneringen uden sættab og blev de første italienske vindere af titlen, siden Nicola Pietrangeli i 1958 sejrede med briten Shirley Bloomer som makker, og det første rent italienske mesterpar ved French Open-mesterskabet i mixed double. Triumfen var duoens anden grand slam-titel som makkere, idet de tidligere havde vundet US Open 2024, hvor de i øvrigt også besejrede Taylor Townsend, der ved den lejlighed dannede par med Donald Young. For Sara Errani var sejren karrierens syvende grand slam-titel, eftersom hun udover de to mixed double-titler tidligere også havde vundet fem damedoubletitler. Andrea Vavassori vandt sin anden grand slam-titel, da han ikke tidligere havde vundet andre titler end den ovenfor nævnte ved US Open 2024.
Taylor Townsend var i sin sjette grand slam-finale, heraf den anden i mixed double, og det bar fjerde gang, at hun måtte forlade et slutkamp på grand slam-niveau i taberens rolle. Evan King var i sin første grand slam-finale.
De forsvarende mestre, Laura Siegemund og Édouard Roger-Vasselin, tabte i kvartfinalen til Taylor Townsend og Evan King.
Siden Ruslands invasion af Ukraine i begyndelsen af 2022 havde tennissportens styrende organer, WTA, ATP, ITF og de fire grand slam-turneringer, tilladt, at spillere fra Rusland og Hviderusland fortsat kunne deltage i grand slam-turneringer samt turneringer på ATP Tour og WTA Tour, men de kunne ikke stille op under landenes navne eller flag, og spillerne fra de to lande deltog derfor i turneringen under neutralt flag.

## Pengepræmier
Den samlede præmiesum til spillerne i mixed double androg € 475.000 (ekskl. per diem), hvilket var uændret i forhold til 2023 og 2024.
| Resultat               | Pengepræmier | Pengepræmier | Ændring ift. 2023 |
| Resultat               | Pr. par      | Total        | Ændring ift. 2023 |
| ---------------------- | ------------ | ------------ | ----------------- |
| Vindere (1)            | € 122.000    | € 122.000    | 0 %               |
| Finalister (1)         | € 61.000     | € 61.000     | 0 %               |
| Semifinalister (2)     | € 31.000     | € 62.000     | 0 %               |
| Kvartfinalister (4)    | € 17.500     | € 70.000     | 0 %               |
| Tabere i 2. runde (8)  | € 10.000     | € 80.000     | 0 %               |
| Tabere i 1. runde (16) | € 5.000      | € 80.000     | 0 %               |
| Samlet præmiesum       | -            | € 475.000    | 0 %               |

## Turnering

### Deltagere
Turneringen havde deltagelse af 32 par, der var fordelt på:
- 24 direkte kvalificerede par i form af deres ranglisteplacering.
- 8 par, der har modtaget et wildcard.

#### Seedede spillere
De 8 bedste par blev seedet:
| Seedning | Rangering | Rangering | Spiller                        | Resultat        |
| Seedning | Sum       | Ind.      | Spiller                        | Resultat        |
| -------- | --------- | --------- | ------------------------------ | --------------- |
| 1        | 12        | 11 1      | Ljudmyla Kitjenok Mate Pavić   | Kvartfinalister |
| 2        | 13        | 12 1      | Zhang Shuai Marcelo Arévalo    | Semifinalister  |
| 3        | 14        | 6 8       | Sara Errani Andrea Vavassori   | Mestre          |
| 4        | 20        | 2 18      | Taylor Townsend Evan King      | Finalister      |
| 5        | 20        | 3 17      | Erin Routliffe Michael Venus   | Anden runde     |
| 6        | 21        | 18 3      | Anna Danilina Harri Heliövaara | Anden runde     |
| 7        | 29        | 9 20      | Asia Muhammad Andrés Molteni   | Første runde    |
| 8        | 31        | 1 30      | Kateřina Siniaková Rajeev Ram  | Første runde    |

#### Wildcards
Otte par modtog et wildcard til turneringen.
| Par                                  | Resultat     |
| ------------------------------------ | ------------ |
| Tessah Andrianjafitrimo Ugo Humbert  | Meldte afbud |
| Julie Belgraver Luca Sanchez         | Første runde |
| Estelle Cascino Geoffrey Blancaneaux | Anden runde  |
| Léolia Jeanjean Manuel Guinard       | Første runde |
| Carole Monnet Albano Olivetti        | Meldte afbud |
| Chloé Paquet Nicolas Mahut           | Første runde |
| Diane Parry Harold Mayot             | Anden runde  |
| Jessika Ponchet Grégoire Jacq        | Første runde |

### Resultater
| Ljudmyla Kitjenok |
| Mate Pavić        |

| Miyu Kato |
| Tim Pütz  |

| Ljudmyla Kitjenok |
| Mate Pavić        |

| Diane Parry  |
| Harold Mayot |

| Diane Parry  |
| Harold Mayot |

| Chloé Paquet  |
| Nicolas Mahut |

| Ljudmyla Kitjenok |
| Mate Pavić        |

| Desirae Krawczyk |
| Neal Skupski     |

| Desirae Krawczyk |
| Neal Skupski     |

| Tímea Babos    |
| Kevin Krawietz |

| Desirae Krawczyk |
| Neal Skupski     |

| Tereza Mihalíková |
| Joe Salisbury     |

| Erin Routliffe |
| Michael Venus  |

| Erin Routliffe |
| Michael Venus  |

| Desirae Krawczyk |
| Neal Skupski     |

| Taylor Townsend |
| Evan King       |

| Taylor Townsend |
| Evan King       |

| Jessika Ponchet |
| Grégoire Jacq   |

| Taylor Townsend |
| Evan King       |

| Demi Schuurs  |
| Nikola Mektić |

| Estelle Cascino      |
| Geoffrey Blancaneaux |

| Estelle Cascino      |
| Geoffrey Blancaneaux |

| Taylor Townsend |
| Evan King       |

| Nicole Melichar-Martinez |
| Christian Harrison       |

| Laura Siegemund        |
| Édouard Roger-Vasselin |

| Léolia Jeanjean |
| Manuel Guinard  |

| Nicole Melichar-Martinez |
| Christian Harrison       |

| Laura Siegemund        |
| Édouard Roger-Vasselin |

| Laura Siegemund        |
| Édouard Roger-Vasselin |

| Asia Muhammad  |
| Andrés Molteni |

| Taylor Townsend |
| Evan King       |

| Anna Danilina    |
| Harri Heliövaara |

| Sara Errani      |
| Andrea Vavassori |

| Storm Hunter |
| Sander Gillé |

| Anna Danilina    |
| Harri Heliövaara |

| Olivia Nicholls |
| Henry Patten    |

| Olivia Nicholls |
| Henry Patten    |

| Aleksandra Panova |
| Jackson Withrow   |

| Olivia Nicholls |
| Henry Patten    |

| Wu Fang-Hsien |
| Sem Verbeek   |

| Sara Errani      |
| Andrea Vavassori |

| Jiang Xinyu     |
| Robert Galloway |

| Jiang Xinyu     |
| Robert Galloway |

| Chan Hao-Ching |
| Hugo Nys       |

| Sara Errani      |
| Andrea Vavassori |

| Sara Errani      |
| Andrea Vavassori |

| Sara Errani      |
| Andrea Vavassori |

| Kateřina Siniaková |
| Rajeev Ram         |

| Zhang Shuai     |
| Marcelo Arévalo |

| Cristina Bucșa |
| Rafael Matos   |

| Cristina Bucșa |
| Rafael Matos   |

| Ellen Perez |
| Julian Cash |

| Giuliana Olmos  |
| Lloyd Glasspool |

| Giuliana Olmos  |
| Lloyd Glasspool |

| Giuliana Olmos  |
| Lloyd Glasspool |

| Luisa Stefani   |
| Máximo González |

| Zhang Shuai     |
| Marcelo Arévalo |

| Irina Khromatjeva |
| André Göransson   |

| Luisa Stefani   |
| Máximo González |

| Julie Belgraver |
| Luca Sanchez    |

| Zhang Shuai     |
| Marcelo Arévalo |

| Zhang Shuai     |
| Marcelo Arévalo |